# Daniel Kahn & The Painted Bird
Daniel Kahn & The Painted Bird – berliński zespół muzyczny łączący klezmer z elementami folku, punku i kabaretu. Założycielem i liderem zespołu jest amerykański muzyk, autor, reżyser i aktor teatralny Daniel Kahn, który nazywa muzykę tworzoną przez swój zespół Verfremdungsklezmer (pol. defomujący klezmer). Teksty piosenek Painted Bird są częściowo autorstwa samego Kahna, częściowo są adaptacjami wierszy i piosenek żydowskich autorów z początku XX wieku, często o tematyce społeczno-politycznej. Kahn śpiewa po angielsku, niemiecku i w jidysz. Towarzyszący mu czasem wokalista Vanya Zhuk śpiewa po rosyjsku.
Nazwa zespołu wywodzi się od tytułu książki Jerzego Kosińskiego pt. Malowany ptak (ang. The Painted Bird).
W 2011 roku Daniel Kahn & The Painted Bird zostali nagrodzeni nagrodą niemieckich krytyków muzycznych (Jahrespreis der Deutschen Schallplattenkritik) za album Lost Causes.
Wydawcą płyt Daniel Kahn & The Painted Bird jest berlińskie wydawnictwo Oriente Musik.

## Członkowie
- Daniel Kahn – głos, akordeon, fortepian, gitara, ukulele, banjo, harmonijka ustna
- Hampus Melin – perkusja, poyk
- Michael Tuttle – kontrabas
- Jake Shulman-Ment – skrzypce

### Byli członkowie
- Michael Winograd – klarnet
- Dan Blacksberg – puzon
- Johannes Paul Gräßer – skrzypce
- Detlef Pegelow – perkusja, flugelhorn, mandolina
- Bert Hildebrandt – klarnet
- Vanya Zhuk – gitara elektryczna, głos

## Dyskografia
- The Broken Tongue (2006, Chasma Records/2009, Oriente Musik)
- Partisans & Parasites (2009, Oriente Musik)
- Lost Causes (2010, Oriente Musik)
- Bad Old Songs (2012, Oriente Musik)